# Johann Jakob Heckel
Johann Jakob Heckel, född den 22 januari 1790 i Mannheim, död den 1 mars 1857 i Wien, var en österrikisk iktyolog.
Heckel blev 1820 preparator och 1851 kustosadjunkt vid naturaliekabinettet i Wien. Till Karl von Hügels verk Fische aus Kaschmir (Wien 1838) lämnade han beskrivningar och tillsammans med Rudolf Kner skrev han Die Süßwasserfische der österreichischen Monarchie (Leipzig 1858).